# تفجيرات بغداد 9 سبتمبر 2016
تفجيرات بغداد 9 سبتمبر 2016 هي سلسلة من التفجيرات التي وقعت قبل منتصف ليل يوم الجمعة. حيث شهدت المدينة تفجيرين انتحاريين مزدوجين في مول النخيل في شارع فلسطين، شرق بغداد.

## الهجمات
انفجرت سيارة محملة بالمتفجرات في موقف سيارات المول، ثم قام مهاجم آخر بتفجير سيارته في شارع مزدحم خارج المول بعد ذلك بفترة وجيزة. أسفرت هذه الهجمات عن مقتل 40 شخصًا على الأقل وإصابة 60 آخرين.

## المنفذون
تم تبني هذه التفجيرات لاحقًا من قبل تنظيم الدولة الإسلامية. حيث صرحت وكالة أعماق الإخبارية، التي تدعم التنظيم، إن الانتحاريين استهدفوا "تجمعًا للشيعة".